# Ilha Balcha
Balsha Island ( em búlgaro:  остров Балша) é uma ilha sem gelo no grupo Dunbar, na costa noroeste da Península de Varna, na Ilha Livingston, nas Ilhas Shetland do Sul, na Antártica. A área foi visitada por caçadores do século XIX .
A ilha recebeu o nome do povoado de Balcha, no oeste da Bulgária .

## Localização
Balsha Island está localizado no 62° 28′ 24″ S, 60° 11′ 35″ O . Levantamento topográfico búlgaro da expedição Tangra 2004/05 . Mapeamento britânico em 1968, chileno em 1971, argentino em 1980, búlgaro em 2005 e 2009.

## Ligações externas

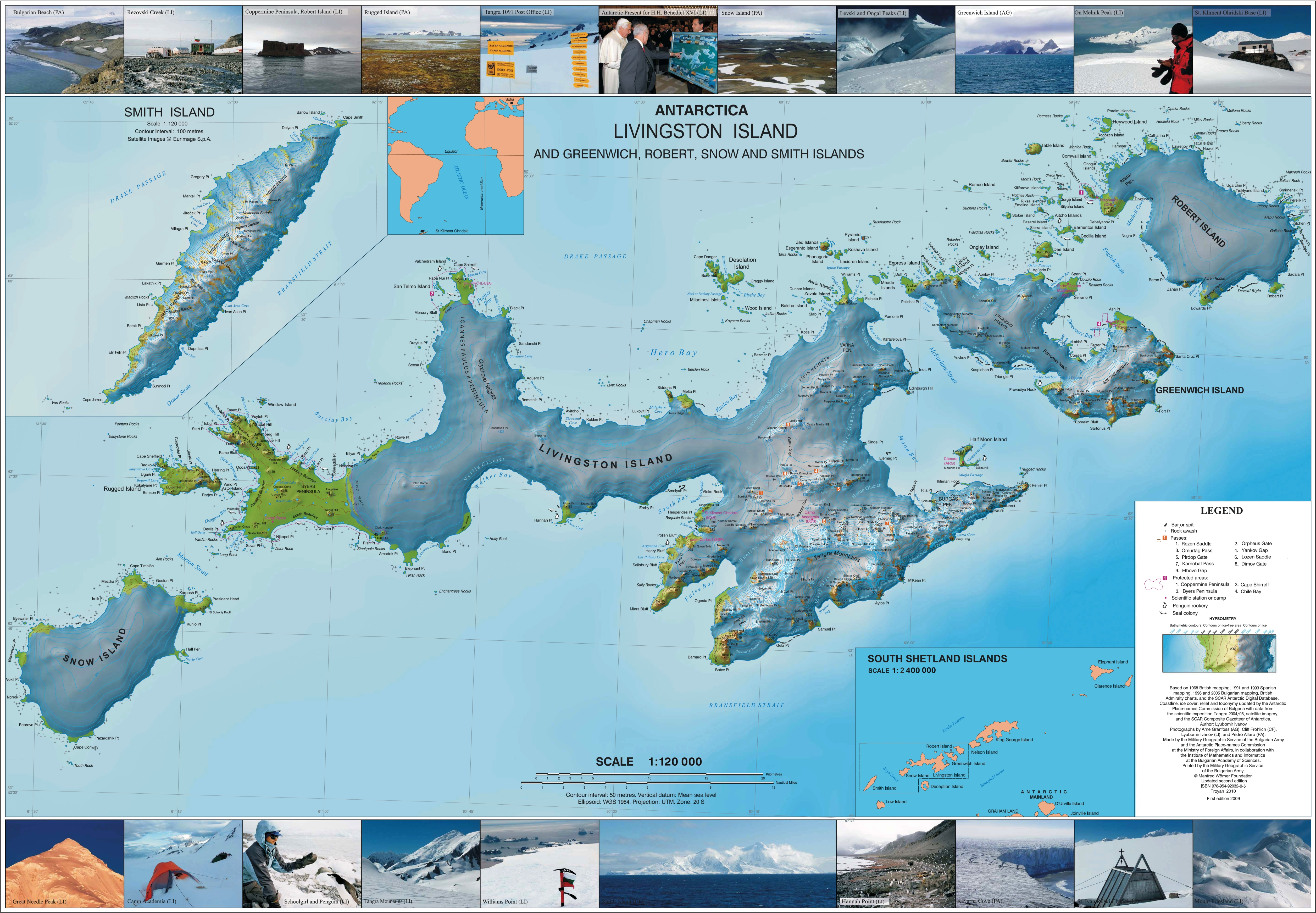
Mapa topográfico das Ilhas Livinston, Greenwich, Robert, Snow e Smith.